# Bhawania cryptocephala
Bhawania cryptocephala är en ringmaskart som beskrevs av Gravier 1901. Bhawania cryptocephala ingår i släktet Bhawania och familjen Chrysopetalidae.
Artens utbredningsområde är Röda havet. Inga underarter finns listade i Catalogue of Life.